# Psilotrichum boivinianum
Psilotrichum boivinianum är en amarantväxtart som först beskrevs av Henri Ernest Baillon, och fick sitt nu gällande namn av Alberto Judice Leote Cavaco. Psilotrichum boivinianum ingår i släktet Psilotrichum och familjen amarantväxter. Inga underarter finns listade i Catalogue of Life.